# Силино (район Москвы)
Си́лино — район и внутригородское муниципальное образование Москвы в Зеленоградском административном округе. Граница района проходит по оси полосы отвода Октябрьской железной дороги, далее на север по границе города Зеленограда, оси 4-го Западного проезда, восточной, северо-восточной и северной границам территории лесопарка, далее, пересекая Панфиловский проспект, по северной и восточной границам территории лесопарка, далее на запад по оси русла реки Сходни, далее на юго-запад по оси Панфиловского проспекта до Октябрьской железной дороги.
Общая площадь района составляет 1040 га.

## История
В середине XIX века, на территории нынешнего 10 микрорайона была устроена плотина на реке Сходня, где образовался искусственный водоем «Водокачка» (ныне Школьный пруд). Водоем служил для заправки паровозов на станции Крюково. Нынешний Панфиловский проспект с XIX века назывался Крюковским шоссе, он соединял станцию Крюково с селом Льялово. В 1941 году в ноябре-декабре месяце по территории района Силино проходила линия обороны.
От того времени в лесах, прилегающих к территории района, сохранились многочисленные окопы, укрытия военной поры и захоронения бойцов Красной Армии. На территории района сохранились два памятных захоронения — в 10 и 11 микрорайонах.
Образован 2 августа 1991 года как муниципальный округ № 4. 5 июля 1995 года был преобразован в район № 4.
4 декабря 2002 года объединён с районом № 3 в Панфиловский район. В 2003 году в районе были созданы два отдельных внутригородских муниципальных образования Старое Крюково и Силино (ранее, соответственно, районы № 3 и № 4).
С 1 января 2010 года восстановлено прежнее разделение на 2 района, при этом район унаследовал имя Силино.

## Территориальное деление
- 10, 11 и 12 микрорайоны;
- Западная промзона;
- промзона «Алабушево» (площадка для организации новых предприятий технико-внедренческой зоны «Зеленоград»).

## Население
| 2010    | 2012    | 2013    | 2014    | 2015    | 2016    | 2017    |
| ------- | ------- | ------- | ------- | ------- | ------- | ------- |
| 37 807  | ↗38 291 | ↗38 354 | ↗38 954 | ↗39 152 | ↗39 621 | ↗39 724 |
| 2018    | 2019    | 2020    | 2021    | 2023    | 2024    |         |
| ↗39 987 | ↗40 218 | ↗40 341 | ↗40 848 | ↗41 586 | ↗42 047 |         |

### Национальный состав
По итогам переписи населения 2020 года проживали следующие национальности (национальности менее 0,1 % и другое, см. в сноске к строке «Другие»):
| Национальность | Численность, чел. | Доля     |
| -------------- | ----------------- | -------- |
| Русские        | 32 867            | 80,46 %  |
| Татары         | 146               | 0,36 %   |
| Украинцы       | 119               | 0,29 %   |
| Узбеки         | 65                | 0,16 %   |
| Армяне         | 64                | 0,16 %   |
| Белорусы       | 50                | 0,12 %   |
| Азербайджанцы  | 44                | 0,11 %   |
| Другие         | 7493              | 18,34 %  |
| Итого          | 40 848            | 100,00 % |

## Парки и скверы

#### Школьное озеро с прилегающим Панфиловским парком
Народный парк площадью 14,7 га. Был разбит в 2007 году вокруг озера «Школьное». Свое название получил в честь Героя Советского Союза Ивана Панфилова. Реконструкция территории у Школьного озера проводилась в три этапа. На первом этапе благоустройства был построен роллердром, выполнен ремонт пешеходных дорожек и газонов площадью 0,7 га. Второй этап работ проведен на северном берегу озера Школьное на площади более 2 га: появились 2 детских и 3 спортивных площадки, обустроены прогулочные дорожки и зоны для пикника, построена площадка для игры в пляжный волейбол. Третий этап благоустройства включил южную часть озера. Здесь созданы закольцованная велосипедная дорога, 3 площадки с гимнастическими элементами, 1 площадка тихого отдыха. Благоустроена западная часть: обустроены площадки для отдыха, 4 детских игровых и 2 спортплощадки, установлена конструкция сцены. Ряд работ по благоустройству был завершен в 2017 году. За сезон здесь посадили более 150 деревьев и 1500 кустарников. Разбили 250 квадратных метров цветников из многолетников, укрепили много саженцев. В 2020 году в рамках программы мэра Москвы «Мой район» было запланировано дальнейшее благоустройство восточной части парка между Школьным озером и Филаретовским храмом, где появится прогулочная зона с удобными дорожками, скамейками и новыми цветниками.

#### Парк в 10 микрорайоне
Парк начинается у корпусов 1005, 1006, 1007 и доходит до Музея Зеленограда на ул. Гоголя. Рощица на этой территории существовала до начала строительства, а при проектировании кварталов архитекторы старались по максимуму сохранить природные лесные массивы. Затем здесь начался этап благоустройства. Проект разрабатывался с учетом пожеланий жителей. Парк открылся в 2019 году. Здесь появились выложенные плиткой разветвленные дорожки, беседки и лавочки, а также новые урны. В парке находятся 3 детские и 2 спортивные площадки, обновленные игровые комплексы и детский скалодром. На спортивных площадках установлено современное оборудование и выложено новое безопасное покрытие. Здесь можно играть в волейбол, баскетбол, мини-футбол. Кроме того, на территории оборудована зона для воркаута с турниками. Есть столы для пинг-понга и две площадки тихого отдыха. В ходе благоустройства были отреставрированы бельчатники. В парке также устроена площадка для выгула собак и зона для игры в большой теннис.

#### Сквер «60-летия Победы»
Сквер, расположенный вдоль корпуса 1106 в 11-м микрорайоне Зеленограда. Сформировался в 1986 году, после строительства 12-этажного дома 1106  длиной в 360 метров (13 подъездов), перед фасадом, выходящим на Панфиловский проспект. В 2001 году скверу присвоено имя «60-летия Победы». В 2019 году здесь были выполнены масштабные работы. Общая площадь благоустройства составила около 4 гектаров. В том же году сквер был назван главным объектом благоустройства по программе «Мой район». В парковой зоне установлены скамейки и садовые диваны, а также 6 беседок и 2 новые пятисекционные велопарковки. В зоне активного отдыха размещены современные игровые комплексы, а на спортивной площадке - разнообразные тренажеры.

#### Зона отдыха у Дунькиного пруда
Территория лесопарковой зоны площадью 0,97 га с декоративным водоемом у корпуса 1207. Создана в 1986 году. Зона отдыха официально открылась после благоустройства в 2017 году. С трёх сторон пруд окружён лесопарком. Вокруг воды проложена асфальтовая дорожка. Вдоль неё стоят скамейки с урнами. На берегу размещен детский городок  с качелями и горками, а также с большой песочницей и скамейками для родителей. Есть и парковка для велосипедов.

## Общественный транспорт
Внутригородской общественный транспорт представлен автобусами «Зеленоградского автокомбината». Также через район (по Панфиловскому проспекту) проходит междугородний маршрут № 400, ряд междугородних маршрутов «Мострансавто» и нескольких коммерческих перевозчиков.
Основное движение внутригородской общественного транспорта приходится на следующие улицы:
- Панфиловский проспект: № 1, 4, 8, 9, 10, 11, 12, 15, 23, 25 и 29;
- Улица Болдов Ручей: № 4;
- Филаретовская улица: 4, 9, 11 и 29;
- Улица Гоголя: № 4, 9, 11, 24 и 29;
- Западная промзона: №3, 3к, 27;
- промзона «Алабушево» и Алабушевская улица: № 3, 24.